# Толмачёвский завод
Толмачёвский железоде́лательный заво́д — металлургический завод кустарного типа на Среднем Урале, действовавший в первой четверти XVIII века.

## История
Завод строился с 1716 года по приказу сибирского губернатора М. П. Гагарина в устье реки Толмачихи в 5 верстах севернее Алапаевского завода силами крестьян Верхотурского уезда в зачёт податей. Финансирование осуществлялось за счёт казны под руководством управляющего Алапаевским заводом Тимофея Бурцева.
Заводская земляная плотина длиной 52 м обеспечивала работу молотовой фабрики с одним молотом и двумя ручными горнами. Также на заводе находилась изба для мастеровых и караульщиков, кузница и амбар для хранения товарного железа.
Чугун для переработки в железо поступал с Алапаевского завода. Продукцией Толмачёвского завода были железные доски, прутковое и листовое железо, в том числе для солеваренной промышленности. В конце 1720-х годов железоделательное производство было прекращено, после чего на месте завода действовала мукомольная мельница. В 1720-21 годы переработкой чугуна занимались также на Малом Толмачёвском заводе, находившемся выше по течению. К XXI веку все заводские постройки Толмачёвского завода, включая остатки плотины, полностью уничтожены.